# Skrivare

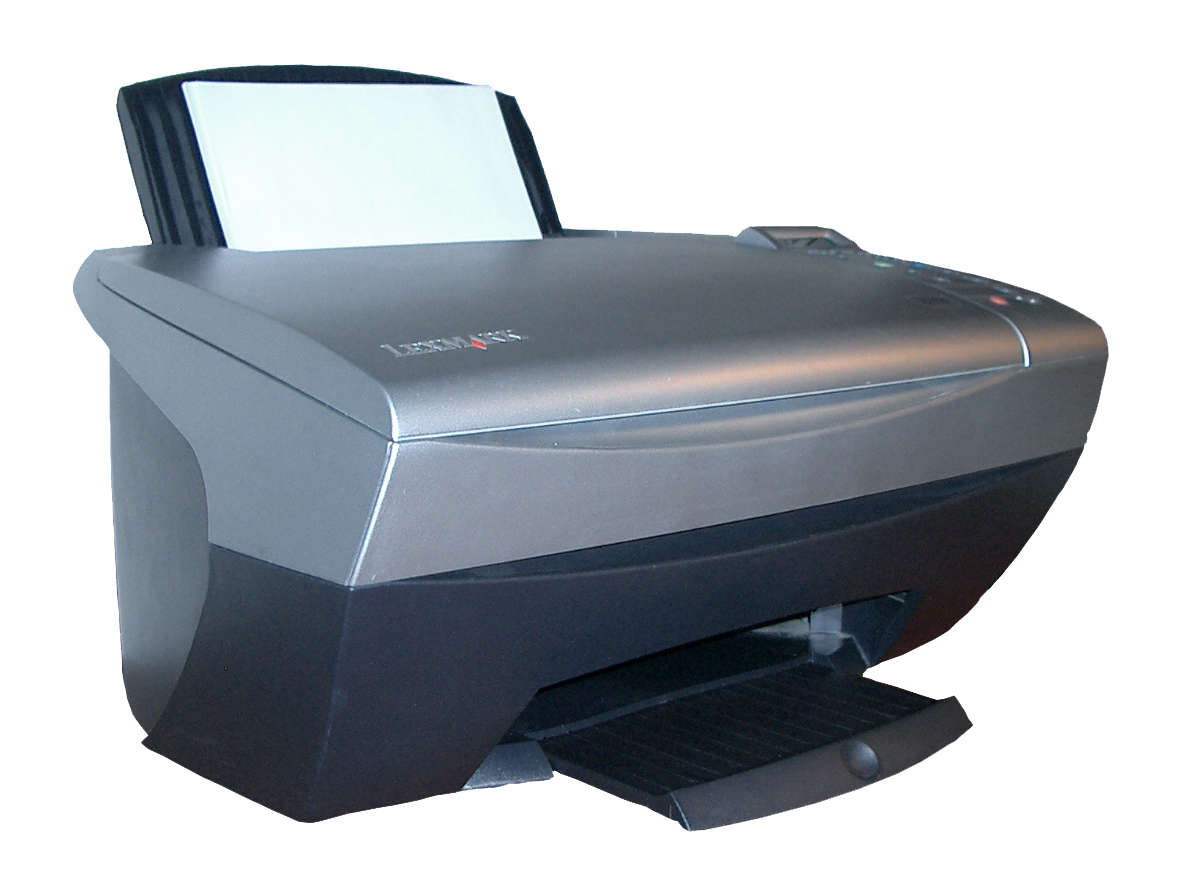
En multifunktionsskrivare.

Skrivare, eller printer, är en maskin som ansluts till en dator för att överföra text och bilder till papper.
Multifunktionsskrivare, även kallad allt-i-ett-skrivare, är en maskin där skrivaren är kombinerad med en eller flera andra apparater, vanligtvis scanner, kopiator och eventuellt fax.
Fotoskrivare är en skrivare avsedd att skapa utskrifter av en kvalitet liknande den på traditionella pappersfotografier.
Nätverksskrivare är skrivare som är ansluten till ett lokalt nätverk (LAN), vilket möjliggör utskrift från flera datorer på samma skrivare.

## Typer av skrivare

### Bläckstråleskrivare
Bläckstråleskrivare, inkjet på engelska, sprutar bläck på pappret genom mikroskopiska munstycken. Skrivhuvudet förs sidled tvärsöver papperet, som matas fram under skrivhuvudet. Skrivhuvudet består, ofta, av 50 små bläckfyllda kammare, var och en försedd med en pip eller ett munstycke. 
Kammaren i skrivhuvudet fylls av bläck från själva bläckpatronen, och i botten på varje färgkammare finns ett tunt elektriskt motstånd. Skrivarens styrelektronik bestämmer när ström skall flyta genom motståndet. När strömmen flyter genom motståndet hettar det upp ett tunt lager bläck till över 500 grader. Då bläcket börjar koka skapas en bubbla av bläckånga, som trycker ut en liten droppe bläck genom pipen. Droppen övervinner bläckets ytspänning och frigör sig från pipen, trycket från bubblan spottar iväg droppen mot papperet. Därför kallas ibland också denna typ av skrivare för "bubble jet" istället för "inkjet". Droppens volym är mycket liten, ungefär en miljondel av volymen på en vattendroppe, och en bokstav i normal storlek bildas av 20 bläckdroppar på höjden och 20 bläckdroppar på bredden. När motståndet svalnar, efter det att strömmen som flyter genom det har avbrutits, spricker bubblan, och suget som uppstår drar in nytt bläck i kammaren från bläckbehållaren, och processen upprepas igen för nästa bläckdroppe.
Munstycket är den kopparfärgade krets som sitter fast i botten av många bläckpatroner, särskilt av märkena HP och Lexmark, men också några från Canon. I de flesta bläckstråleskrivare från Epson sitter skrivhuvudet istället i själva skrivaren, vilket gör det viktigt med försiktig hantering och ett regelbundet underhåll av skrivhuvudet på dessa skrivare. 

### Laserskrivare
Laserskrivare laddar elektriskt upp delar av papperet som ska färgas med en laser, så att ett färgpulver fäster och värms fast. Laserskrivaren använder, som namnet antyder, en laserstråle som styrs av skrivarens styrelektronik.
En processor som sitter i skrivaren styr laserstrålen med hjälp av ett antal speglar och bestämmer var och när laserstrålen skall belysa en metallisk trumma täckt med en elektriskt laddad film (den kan vara blå, grön eller röd). Där ljusstrålen träffar filmen på trumman ändras laddningen så att den kommer att överensstämma med papperets laddning. De områden som inte har belysts av laserstrålen behåller sin ursprungliga laddning och förblir därmed vita, medan de som belysts kommer att svärtas. Samtidigt roterar trumman, och när den har gått ungefär ett halvt varv kommer den i kontakt med en behållare med finfördelat kolsvart pulver, "tonern", som är laddad till motsatt polaritet i förhållande till trummanteln. Tonern sitter löst fast på trumman eftersom det bara är den elektrostatiska kraften som verkar. När trumman fortsätter att rotera kommer den i kontakt med papperet som skall bära utskriften. Eftersom papperet i förväg laddats till en starkare laddning än trummans film, kommer tonerpartiklarna att förflyttas från trumman till papperet. Efteråt passerar de belysta områdena i trumman en tunn tråd, koronatråden, som återger trumman dess ursprungliga laddning inför "laserbehandlingen" så att den åter blir klar att laddas av laserstrålen. Det sista steget i utskriftsprocessen är att binda tonerpulvret vid papperet. Detta görs av fixeringssystemet i skrivaren, en uppsättning av valsar som smälter vaxämnet som finns i tonern. Papperen matas sedan ut ur skrivaren, vanligtvis med textsidan neråt. På så vis att man får de i rätt ordning när man plockar upp en utskriven bunt.

### Matrisskrivare
Matrisskrivare (uttalas som matris-), även punktmatrisskrivare, har tunna nålar som slår på papperet genom ett färgband. Tecken skrivs ut i omgångar, till skillnad från en skrivmaskin som skriver ut hela tecken. Matrisskrivaren var mycket vanligt förekommande i början av 1990-talet.

### Radskrivare
Radskrivare fungerar som matrisskrivare eller typskrivare, men en hel rad av text skrivs åt gången.

### Kedjeskrivare
Kedjeskrivare är en typ av radskrivare, med ett horisontellt löpande typband som innehåller hela teckenuppsättningen. Bakom pappersbanan finns för varje skrivposition en hammare, som slår an papperet mot en färgduk och vidare mot typbandet. För varje rotationsvarv hos typbandet trycks en hel rad på papperet.

### Skönskrivare
Skönskrivare är en gammal typ av skrivare vilken fungerar som en elektrisk skrivmaskin kopplad till datorn.

### Termo-transferskrivare
Termo-transferskrivare är även kända som vaxskrivare. Dessa skriver ut i färg med hjälp av vax.

### Sublimeringsskrivare
Sublimeringsskrivare används mest för att skriva ut små foton och för att skriva på tyg.

### Plotter
Plotter är oftast en större skrivare, avsedd för ritningsutskrift, utrustad med tuschpennor eller bläckpatroner som förs över pappret.

## Märkning av utskrift
Flertalet skrivare märker sina utskrifter. Tekniken för detta utvecklades av företaget Xerox. Anledningen var ursprungligen att man ville kunna spåra förfalskningar av exempelvis pengar. Märkningen innehåller i sin enklaste form bland annat tillverkarnamn och serienummer.
Märkningen är osynlig för ögat och har formen av små, gula (ljusgrå på svart/vit skrivare) prickar i ett bestämt mönster. Dessa kan upptäckas med hjälp av ett mikroskop, förstoringsglas eller förstoring efter scanning. Det underlättar även att belysa det utskrivna dokumentet med blått så kallat LED-ljus.
Mönstret består av 8x15 prickar i en rektangel som är en halv gånger en tum stor. Denna upprepas med regelbundna mellanrum över hela utskriften. Varje kolumn med åtta prickar består av en så kallad paritetsprick, som används för att upptäcka eventuella fel i utskriften av mönstret, samt sju prickar som tillsammans representerar ett tal mellan 0 och 127. Dessa tal bygger sedan upp till exempel datum, tid, serienummer och ip-adress.
Avkodning av märkningen kan till exempel göras av programmet Docucolor som är licensierat under GNU General Public License av EFF.org.